# Aliança MOD
Aliança MOD fou l'aliança establerta entre polítics i militars somalis dels subclans Marehan, Ogadeni i Dhulbahante del grup de clans Darod, per assolir el poder en un cop d'estat a Somàlia el 1969 sota la direcció del general Siad Barre. Si bé alguns dels militars eren comunistes, altres van donar suport al cop d'estat per lleialtat de clan. L'aliança no va tenir mai vida jurídica però va subsistir de fet fins al 1991, amb la caiguda de Barre, i encara després fins al 1992, amb l'esperança del retorn al poder.